# 蓋斯峰 (蒂羅爾州)
46°59′29″N 10°10′59″E / 46.99139°N 10.18306°E
蓋斯峰（德語：Gaisspitze），是奧地利的山峰，位於該國西南部，由蒂羅爾州負責管轄，屬於韋爾瓦爾阿爾卑斯山脈的一部分，海拔高度2,779米，每年平均降雨量1,367毫米。